# Copa del Món de ciclisme en pista de 2015-2016
La Copa del Món de ciclisme en pista de 2015-2016 és la 24a edició de la Copa del Món de ciclisme en pista. Se celebra del 30 d'octubre de 2015 al 17 de gener de 2016 amb la disputa de tres proves.

## Proves
| Data               | Lloc      |
| ------------------ | --------- |
| 30 oct-1 nov. 2015 | Cali      |
| 5-6 desembre 2015  | Cambridge |
| 16-17 gener 2016   | Hong Kong |

## Resultats

### Masculins
| Event                 | Guanyador                                                                        | Segon                                                                           | Tercer                                                                        |
| Cali                  | Cali                                                                             | Cali                                                                            | Cali                                                                          |
| --------------------- | -------------------------------------------------------------------------------- | ------------------------------------------------------------------------------- | ----------------------------------------------------------------------------- |
| Velocitat             | Denís Dmítriev (RUS)                                                             | Jeffrey Hoogland (NED)                                                          | Max Niederlag (GER)                                                           |
| Persecució            | Domenic Weinstein (GER)                                                          | Andrew Tennant (GBR)                                                            | Dmitriy Sokolov (RUS)                                                         |
| Persecució per equips | Rússia · Aleksandr Serov · Serguei Xílov · Dmitriy Sokolov · Kiril Svéixnikov    | Suïssa · Stefan Küng · Patrick Müller · Frank Pasche · Théry Schir              | Austràlia · Daniel Fitter · Alexander Porter · Jackson Law · Callum Scotson   |
| Velocitat per equips  | Alemanya · Rene Enders · Max Niederlag · Joachim Eilers                          | Polònia · Grzegorz Drejgier · Rafał Sarnecki · Mateusz Lipa                     | Països Baixos · Nils van 't Hoenderdaal · Jeffrey Hoogland · Hugo Haak        |
| Keirin                | Joachim Eilers (GER)                                                             | Matthew Glaetzer (AUS)                                                          | Edward Dawkins (NZL)                                                          |
| Puntuació             | Cheung King Lok (HKG)                                                            | Eloy Teruel (ESP)                                                               | Edwin Ávila (COL)                                                             |
| Madison               | Alemanya · Kersten Thiele · Leon Rohde                                           | Espanya · Sebastián Mora · Albert Torres                                        | Suïssa · Stefan Küng · Théry Schir                                            |
| Òmnium                | Víktor Manakov (RUS)                                                             | Roger Kluge (GER)                                                               | Elia Viviani (ITA)                                                            |
| Cambridge             |                                                                                  |                                                                                 |                                                                               |
| Velocitat             | Matthew Glaetzer (AUS)                                                           | Max Niederlag (GER)                                                             | Maximilian Levy (GER)                                                         |
| Persecució per equips | Austràlia · Jack Bobridge · Luke Davison · Alexander Edmondson · Michael Hepburn | Nova Zelanda · Pieter Bulling · Alex Frame · Cameron Karwowski · Regan Gough    | Alemanya · Maximilian Beyer · Leif Lampater · Theo Reinhardt · Kersten Thiele |
| Velocitat per equips  | Alemanya · Rene Enders · Robert Förstemann · Joachim Eilers                      | Nova Zelanda · Edward Dawkins · Ethan Mitchell · Sam Webster                    | Austràlia · Nathan Hart · Peter Lewis · Matthew Glaetzer                      |
| Keirin                | Joachim Eilers (GER)                                                             | Maximilian Levy (GER)                                                           | Matthew Baranoski (USA)                                                       |
| Scratch               | Mark Stewart (GBR)                                                               | Brayan Sánchez (COL)                                                            | Roman Gladisch (UKR)                                                          |
| Madison               | França · Morgan Kneisky · Benjamin Thomas                                        | Suïssa · Silvan Dillier · Théry Schir                                           | Regne Unit · Germain Burton · Mark Stewart                                    |
| Òmnium                | Lasse Norman Hansen (DEN)                                                        | Christopher Latham (GBR)                                                        | Glenn O’Shea (AUS)                                                            |
| Hong Kong             |                                                                                  |                                                                                 |                                                                               |
| Velocitat             | Patrick Constable (AUS)                                                          | Xu Chao (CHN)                                                                   | Jason Kenny (GBR)                                                             |
| Persecució per equips | Austràlia · Sam Welsford · Miles Scotson · Alexander Porter · Rohan Wight        | Dinamarca · Niklas Larsen · Frederik Madsen · Casper Pedersen · Rasmus Pedersen | Regne Unit · Oliver Wood · Germain Burton · Christopher Latham · Kian Emadi   |
| Velocitat per equips  | Regne Unit · Philip Hindes · Jason Kenny · Callum Skinner                        | Polònia · Maciej Bielecki · Kamil Kuczyński · Mateusz Lipa                      | Rússia · Pavel Yakushevskiy · Denis Dmitriev · Nikita Shurshin                |
| Keirin                | Matthijs Buchli (NED)                                                            | Hugo Barrette (CAN)                                                             | Im Chae-bin (KOR)                                                             |
| Scratch               | Benjamin Thomas (FRA)                                                            | Xavier Cañellas (ESP)                                                           | Jordan Parra (COL)                                                            |
| Puntuació             | Benjamin Thomas (FRA)                                                            | Julio Alberto Amores (ESP)                                                      | Luke Mudgway (NZL)                                                            |
| Òmnium                | Thomas Boudat (FRA)                                                              | Lasse Norman Hansen (DEN)                                                       | Artyom Zakharov (KAZ)                                                         |

### Femenins
| Event                 | Guanyadora                                                                     | Segona                                                                      | Tercera                                                                         |
| Cali                  | Cali                                                                           | Cali                                                                        | Cali                                                                            |
| --------------------- | ------------------------------------------------------------------------------ | --------------------------------------------------------------------------- | ------------------------------------------------------------------------------- |
| Velocitat             | Zhong Tianshi (CHN)                                                            | Guo Shuang (CHN)                                                            | Lee Wai Sze (HKG)                                                               |
| Persecució per equips | Canadà · Allison Beveridge · Kirsti Lay · Jasmin Glaesser · Stephanie Roorda   | Estats Units · Sarah Hammer · Kelly Catlin · Jennifer Valente · Ruth Winder | Regne Unit · Katie Archibald · Elinor Barker · Ciara Horne · Joanna Rowsell     |
| Velocitat per equips  | Xina · Gong Jinjie · Zhong Tianshi                                             | Team Jayco-AIS · Anna Meares · Stephanie Morton                             | RusVelo · Dària Xmeliova · Anastassia Vóinova                                   |
| Keirin                | Kristina Vogel (GER)                                                           | Guo Shuang (CHN)                                                            | Ekaterina Gnidenko (RUS)                                                        |
| Scratch               | Arlenis Sierra (CUB)                                                           | Lotte Kopecky (BEL)                                                         | Jennifer Valente (USA)                                                          |
| Òmnium                | Laura Trott (GBR)                                                              | Laurie Berthon (FRA)                                                        | Sarah Hammer (USA)                                                              |
| Cambridge             |                                                                                |                                                                             |                                                                                 |
| Velocitat             | Kristina Vogel (GER)                                                           | Stephanie Morton (AUS)                                                      | Simona Krupeckaitė (LTU)                                                        |
| Persecució per equips | Austràlia · Isabella King · Amy Cure · Ashlee Ankudinoff · Georgia Baker       | Canadà · Allison Beveridge · Kirsti Lay · Jasmin Glaesser · Laura Brown     | Regne Unit · Rushlee Buchanan · Lauren Ellis · Jaime Nielsen · Georgia Williams |
| Velocitat per equips  | Xina · Gong Jinjie · Zhong Tianshi                                             | Team Jayco-AIS · Kaarle McCulloch · Stephanie Morton                        | Països Baixos · Laurine van Riessen · Elis Ligtlee                              |
| Keirin                | Guo Shuang (CHN)                                                               | Anna Meares (AUS)                                                           | Monique Sullivan (CAN)                                                          |
| Òmnium                | Allison Beveridge (CAN)                                                        | Annette Edmondson (AUS)                                                     | Jolien D'Hoore (BEL)                                                            |
| Hong Kong             |                                                                                |                                                                             |                                                                                 |
| Velocitat             | Lin Junhong (CHN)                                                              | Lee Wai-sze (HKG)                                                           | Anastassia Vóinova (RUS)                                                        |
| Persecució per equips | Canadà · Stephanie Roorda · Georgia Simmerling · Jasmin Glaesser · Laura Brown | Regne Unit · Emily Nelson · Elinor Barker · Ciara Horne · Joanna Rowsell    | Estats Units · Chloe Dygert · Kelly Catlin · Jennifer Valente · Ruth Winder     |
| Velocitat per equips  | Rússia · Dària Xmeliova · Anastassia Vóinova                                   | Regne Unit · Jessica Varnish · Katy Marchant                                | Espanya · Tania Calvo · Helena Casas                                            |
| Keirin                | Simona Krupeckaitė (LTU)                                                       | Stephanie Morton (AUS)                                                      | Lee Wai-sze (HKG)                                                               |
| Scratch               | Marina Shmayankova (BLR)                                                       | Laura Trott (GBR)                                                           | Yang Qianyu (HKG)                                                               |
| Puntuació             | Jolien D'Hoore (BEL)                                                           | Jasmin Glaesser (CAN)                                                       | Emily Nelson (GBR)                                                              |
| Òmnium                | Laura Trott (GBR)                                                              | Sarah Hammer (USA)                                                          | Laurie Berthon (FRA)                                                            |

## Classificacions

### Països
| Rang | País/Equip      | Cali   | Cambridge | Hong Kong | Total  |
| ---- | --------------- | ------ | --------- | --------- | ------ |
| 1.   | Regne Unit      | 1275,5 | 1119,5    | 1567,0    | 3962,0 |
| 2.   | Alemanya        | 1469,0 | 1385,0    | 956,0     | 3810,0 |
| 3.   | R.P. de la Xina | 1118,0 | 905,0     | 1210,0    | 3233,0 |
| 4.   | Austràlia       | 959,5  | 946,0     | 1123,5    | 3179,0 |
| 5.   | Nova Zelanda    | 724,5  | 1297,5    | 941,0     | 2963,0 |
| 6.   | Rússia          | 1151,0 | 739,5     | 922,0     | 2812,5 |
| 7.   | Canadà          | 757,0  | 1081,0    | 956,0     | 2794,0 |
| 8.   | França          | 929,0  | 756,0     | 961,5     | 2646,0 |
| 9.   | Països Baixos   | 977,0  | 893,0     | 667,0     | 2537,0 |
| 10.  | Polònia         | 658,5  | 545,0     | 715,5     | 1919,0 |

### Masculins
| Pos. | Ciclista          | Cal | Cam | Hon | Pts |
| 1.   | Joachim Eilers    | 150 | 150 | -   | 300 |
| 2.   | Yuta Wakimoto     | 98  | 54  | 105 | 257 |
| 3.   | Matthew Baranoski | 105 | 120 | 24  | 249 |
| 4.   | Im Chae-bin       | 66  | 30  | 120 | 216 |
| 5.   | Maximilian Levy   | 54  | 135 | -   | 189 |

| Pos. | Ciclista          | Cal | Cam | Hon | Pts |
| 1.   | Damian Zieliński  | 98  | 105 | 74  | 277 |
| 2.   | Matthew Glaetzer  | 105 | 150 | -   | 255 |
| 3.   | Max Niederlag     | 120 | 135 | -   | 255 |
| 4.   | Xu Chao           | 42  | 66  | 135 | 243 |
| 5.   | Patrick Constable | -   | 90  | 150 | 240 |

| Pos. | Equip         | Cal   | Cam   | Hon   | Pts   |
| 1.   | Regne Unit    | 157,5 | 169,5 | 225,0 | 552,0 |
| 2.   | Alemanya      | 225,0 | 225,0 | 99,0  | 549,0 |
| 3.   | Polònia       | 202,5 | 123,0 | 202,5 | 528,0 |
| 4.   | Països Baixos | 180,0 | 147,0 | 147,0 | 474,0 |
| 5.   | Rússia        | 111,0 | 157,5 | 180,0 | 448,5 |

| Pos. | Equip      | Cal | Cam | Hon | Pts |
| 1.   | Austràlia  | 240 | 300 | 300 | 840 |
| 2.   | Alemanya   | 196 | 240 | 226 | 662 |
| 3.   | Dinamarca  | 226 | 164 | 270 | 660 |
| 4.   | Regne Unit | 210 | 210 | 240 | 660 |
| 5.   | Rússia     | 300 | 120 | 210 | 630 |

#### Òmnium
| Pos. | Ciclista            | Cal | Cam | Hon | Pts |
| 1.   | Thomas Boudat       | 74  | 98  | 150 | 322 |
| 2.   | Lasse Norman Hansen | -   | 150 | 135 | 285 |
| 3.   | Viktor Manakov      | 150 | -   | 82  | 232 |
| 4.   | Park Sang-Hoon      | 90  | 113 | 18  | 221 |
| 5.   | Tim Veldt           | 113 | 42  | 45  | 200 |

### Femenins
| Pos. | Ciclista           | Cal | Cam | Hon | Pts |
| 1.   | Guo Shuang         | 135 | 150 | 82  | 367 |
| 2.   | Lee Wai-sze        | 105 | 105 | 120 | 330 |
| 3.   | Simona Krupeckaitė | 82  | 49  | 150 | 281 |
| 4.   | Lyubov Shulika     | 54  | 113 | 105 | 272 |
| 5.   | Lee Hyejin         | 36  | 98  | 113 | 247 |

| Pos. | Ciclista           | Cal | Cam | Hon | Pts |
| 1.   | Guo Shuang         | 135 | 113 | 105 | 368 |
| 2.   | Stephanie Morton   | 82  | 135 | 113 | 330 |
| 3.   | Lee Wai-sze        | 120 | 66  | 135 | 321 |
| 4.   | Kristina Vogel     | 113 | 150 | -   | 263 |
| 5.   | Simona Krupeckaitė | 60  | 120 | 82  | 262 |

| Pos. | Equip           | Cal | Cam | Hon | Pts |
| 1.   | R.P. de la Xina | 150 | 150 | 90  | 390 |
| 2.   | Espanya         | 90  | 98  | 120 | 308 |
| 3.   | Canadà          | 82  | 105 | 113 | 300 |
| 4.   | Alemanya        | 113 | 113 | 66  | 292 |
| 5.   | Països Baixos   | 105 | 120 | 54  | 279 |

| Pos. | Equip           | Cal | Cam | Hon | Pts |
| 1.   | Canadà          | 300 | 270 | 300 | 870 |
| 2.   | Estats Units    | 270 | 226 | 240 | 736 |
| 3.   | Regne Unit      | 240 | 164 | 270 | 674 |
| 4.   | R.P. de la Xina | 226 | 196 | 226 | 648 |
| 5.   | Austràlia       | 196 | 300 | 98  | 594 |

#### Òmnium
| Pos. | Ciclista           | Cal | Cam | Hon | Pts |
| 1.   | Kirsten Wild       | 113 | 113 | 82  | 308 |
| 2.   | Laura Trott        | 150 | -   | 150 | 300 |
| 3.   | Tatsiana Sharakova | 105 | 90  | 105 | 300 |
| 4.   | Sarah Hammer       | 120 | -   | 135 | 255 |
| 5.   | Laurie Berthon     | 135 | -   | 120 | 255 |